# جوزيه سميث
جوزيه سميث (بالإنجليزية: Josiah Smith)‏ هو محامي وسياسي أمريكي، ولد في 26 فبراير 1738 في بيمبروك في الولايات المتحدة، وتوفي بنفس المكان في 4 أبريل 1803 بسبب جدري. حزبياً، نشط في الحزب الجمهوري الديمقراطي. وقد انتخب عضو مجلس نواب ماساتشوستس وانتخب عضو مجلس النواب الأمريكي.